# Casino Royale (película de 1967)
Casino Royale es una comedia surrealista producida por Columbia Pictures en 1967 y protagonizada por un reparto coral de actores y directores. Se basa ligeramente en la primera novela sobre el agente James Bond de Ian Fleming, que había sido publicada en 1953. La película está protagonizada por David Niven como el Bond "original", James Bond, 007. Forzado a abandonar su retiro para investigar las muertes y desapariciones de espías internacionales, pronto se enfrenta al misterioso Dr. Noah y SMERSH.
El eslogan de la película: "Casino Royale es demasiado... para un James Bond!" se refiere a la artimaña de Bond para engañar a SMERSH en que otros seis agentes pretenden ser "James Bond", el maestro de bacará Evelyn Tremble (Peter Sellers); espía millonaria Vesper Lynd (Ursula Andress); la secretaria de Bond, la Srta. Moneypenny (Barbara Bouchet); la hija de Bond con Mata Hari, Mata Bond (Joanna Pettet); y los agentes británicos "Coop" (Terence Cooper) y "The Detainer" (Daliah Lavi).
Charles K. Feldman, el productor, había adquirido los derechos cinematográficos y había intentado realizar Casino Royale como una película de Bond producida por Eon Productions; sin embargo, Feldman y los productores de la serie EON, Albert R. Broccoli y Harry Saltzman, no lograron llegar a un acuerdo. Creyendo que no podría competir con la serie producida por EON, Feldman resolvió producir la película como una sátira.
La película ha tenido una recepción generalmente negativa entre los críticos, algunos de los cuales la consideran como desconcertante y desorganizada, con el crítico Roger Ebert llamándola "posiblemente la más indulgente película jamás hecha".

## Argumento
James Bond (David Niven) vive retirado en su mansión escocesa, pero es interrumpido por los jefes de los servicios secretos más importantes (John Huston, Charles Boyer, William Holden y Kurt Kasznar), quienes le piden que acepte una misión. Bond no acepta, pero cuando dinamitan su mansión, no le queda otra alternativa que hacerlo.
Para confundir al enemigo, Bond recluta agentes y a todos ellos les llama James Bond 007, incluyendo a las chicas. Pero Bond más tarde se entera de que el responsable de todo es su sobrino, Jimmy Bond (Woody Allen), quien había abandonado secretamente el MI6 para desertar a SMERSH y tomar un nuevo papel para matar espías. Jimmy revela que planea usar armas biológicas para hacer a todas las mujeres hermosas y eliminar a todos los hombres más altos que él y hacerse con todas las mujeres hermosas. Jimmy ya ha capturado a The Detainer, una exótica agente femenina, y trata de convencerla de que sea su compañera; ella acepta, pero solo para engañarle y hacerle tragar una de sus "píldoras atómicas", convirtiéndole en una "bomba atómica andante".
Bond, Moneypenny, Mata Bond y Coop logran escapar de su celda y abrirse camino hacia la oficina del director del casino, donde Bond descubre que Vesper Lynd es una doble agente. El casino es invadido entonces por agentes secretos y se produce una batalla. Llega apoyo estadounidense y francés, pero solo para aumentar el caos. Finalmente, la píldora atómica de Jimmy explota, destruyendo Casino Royale con todos dentro. Bond y todos sus agentes aparecen luego en el cielo, y se ve a Jimmy Bond bajando al infierno.

## Actores, personajes y créditos
- James Bond — David Niven
- Evelyn Tremble/James Bond — Peter Sellers
- Dr. Noah/Jimmy Bond — Woody Allen
- Mata Bond — Joanna Pettet
- McTarry/M — John Huston
- Vesper Lynd — Ursula Andress
- Le Chiffre — Orson Welles
- The Detainer — Daliah Lavi
- Agente Mimi/Lady Fiona McTarry — Deborah Kerr
- Ransome — William Holden
- Le Grand — Charles Boyer
- Él mismo — George Raft
- Legionario francés — Jean-Paul Belmondo
- Cooper/James Bond — Terence Cooper
- Miss Moneypenny — Barbara Bouchet
- Miss Goodthighs — Jacqueline Bisset
- Hadley — Derek Nimmo
- Polo — Ronnie Corbett
- Inspector Mathis — Duncan MacRae
- Frau Hoffner — Anna Quayle
- Smernov — Kurt Kasznar
- Buttercup — Angela Scoular
- Eliza — Gabriella Licudi
- Heather — Tracey Crisp
- Peg — Elaine Taylor
- Meg — Alexandra Bastedo
- Director del Casino — Colin Gordon
- Carlton Towers — Bernard Cribbins
- Fang Leader — Tracy Reed
- Casino / Hombre del MI5 — John Bluthal
- Q — Geoffrey Bayldon
- Fordyce — John Wells
- Cajero del Casino — Graham Stark
- Chic — Chic Murray
- John — Jonathan Routh
- Oficial de ejército británico — Richard Wattis
- Representante de Le Chiffre — Vladek Sheybal
- Conductor — Stirling Moss
- 1st Piper — Percy Herbert
- Chica del control — Penny Riley
- Capitán de Guardias — Jeanne Roland
- Mayordomo de James Bond — Erik Chitty
- Vox del Dr. Noah — Valentine Dyall
- General chino — Burt Kwouk
- Asistente de Vesper Lynd — Paul Ferris
- Chofer — John Le Mesurier
- Monstruo de Frankenstein — David Prowse
- Piper — Peter O'Toole (sin acreditar)
- Auxiliar de la agente Mimi — Anjelica Huston (sin acreditar)

### Equipo
- Dirigida por: John Huston, Val Guest, Ken Hughes, Joseph McGrath, Robert Parrish, and Richard Talmadge
  - Val Guest también tuvo la responsabilidad de unir los distintos "capítulos" y se le ofreció el título de "director de coordinación", que rechazó argumentando que no reflejaba bien su rol debido a la caótica trama de la película; en su lugar apareció como responsable de las "Secuencias Adicionales"

- Producida por: Charles K. Feldman, Jerry Bresler, John Dark

- Dirección de fotografía: Jack Hildyard, Nicolas Roeg y John Wilcox

- Adaptación de una novela de: Ian Fleming

- Puesta en pantalla: Wolf Mankowitz, John Law, Michael Sayers

- Casino Royale tuvo muchas contribuciones que no fueron acreditadas en los títulos incluyendo a: Woody Allen, Peter Sellers, Val Guest, Ben Hecht, Joseph Heller, Terry Southern, y Billy Wilder

- Música original por: Burt Bacharach. Herb Alpert y la Tijuana Brass y Dusty Springfield interpretaron también algunas canciones. Viv Stanshall (de la Bonzo Dog Band) cantó las letras de la canción de apertura conforme iban apareciendo en los créditos.
- La canción de John Barry, Born Free fue también usada en la película. Barry fue uno de los compositores principales de la serie oficial de las películas Bond.

## Música
Los títulos provienen del original en inglés:
1. Casino Royale theme (main title)  - Herb Alpert y La Tijuana Brass
2. The Look Of Love - Dusty Springfield
3. Money Penny Goes For Broke
4. Le Chiffre's Torture Of The Mind
5. Home James, Don't Spare The Horses
6. James' Trip To Find Mata
7. The Look Of Love (Instrumental)
8. Hi There Miss Goodthighs
9. Little French Boy
10. Flying Saucer - First Stop Berlin
11. The Venerable James Bond
12. Dream On James, You're Winning
13. The Big Cowboys And Indians Fight At Casino Royale / Tema de Casino Royale (reprise)